# Catalina Sandino
Catalina Sandino Moreno (Bogotá, 19 de abril de 1981) es una actriz colombiana de cine y televisión. En el año 2004 recibió una nominación al Premio Óscar convirtiéndose en la primera persona de dicha nacionalidad en alcanzar tal distinción gracias a su papel protagónico en la película María llena eres de gracia. Por este mismo rol fue galardonada con el Oso de Plata como mejor actriz en el Festival de Cine de Berlín y con el Independent Spirit Award.

## Biografía
Desde muy pequeña estudió en el Colegio San Jorge de Inglaterra en Bogotá, donde se graduó en 2000. También asistió a la Academia de actuación Rubén Di Pietro.
Protagonista en la película María, llena eres de gracia, con la que ganó el Oso de Plata a mejor actriz en el Festival de Cine de Berlín y fue nominada el 26 de enero de 2005 a los Premios Óscar en la categoría de Mejor Actriz Principal, convirtiéndose en la primera colombiana en obtener esta distinción y en una de las tres únicas actrices latinoamericanas nominadas al Premio Oscar. Desde 2005, es miembro de la Academia de Artes y Ciencias Cinematográficas.
Interpretó a Hildebranda Sánchez en el filme El amor en los tiempos del cólera, basado en la novela homónima del Nobel colombiano Gabriel García Márquez estrenada en 2007. También participó en el segmento titulado Loin du 16e dirigido por Walter Salles en la película Paris, je t'aime (2006); y en la película Fast Food Nation interpretando a Silvia, una inmigrante mexicana que llega a los Estados Unidos junto con su esposo y su hermana en busca de una mejor vida. Confesó a la revista OK! que "un Oscar no va a hacer que tengas mejores guiones," ya que por dos años tuvo problemas encontrando trabajo después de su nominación Óscar, "porque de todos los guiones yo no estaba preparada para ellos". En 2008 interpretó a Aleida March en las dos partes de Che (El Argentino y Guerrilla), de Steven Soderbergh. Sandino tiene un importante personaje en la serie estadounidense The Bridge estrenada en 2013.
Interpretó un importante personaje en la película Medeas y dice: "Es un desafío para un actor cuando recibe un guion como este, donde no hablas, no dices ni una palabra en todo el filme. Es un desafío para interpretar y para sentir", explicó la actriz colombiana, única representante de su país en la Mostra.
Durante los últimos días de marzo, todo el mes de abril y los primeros días de mayo de 2012, Catalina estuvo en Santiago de Chile haciendo parte de la avant premier de la película chilena Joven y alocada y para filmar la película Magic, Magic del director chileno Sebastián Silva (La Nana). Las locaciones de filmación fueron La Unión, Santiago y principalmente Lago Ranco (Región de Los Ríos), al sur de Chile. Entre el elenco figuran Michael Cera, Emily Browning, Agustín Silva y Juno Temple. La cinta, que cuenta la historia de una muchacha (Temple) que es invitada por su mejor amiga (Browning) de vacaciones a Chile, ahí luego de un viaje al sur del país sudamericano, perderá el control de la realidad. El personaje de Catalina es Bárbara, amiga de los personajes protagónicos. La película se estrenó en 2013.

## Vida privada
Sandino se casó el 15 de abril de 2006 con el luminotécnico estadounidense David Elwell, con quien convivía desde hacía dos años. La ceremonia privada se realizó en Cartagena de Indias.

## Filmografía
| Año  | Título                                         | Papel                   | Notas                                         |
| ---- | ---------------------------------------------- | ----------------------- | --------------------------------------------- |
| 2004 | María, llena eres de gracia                    | María Álvarez           | Nominada a los Premios Óscar por mejor actriz |
| 2006 | Journey to the End of the Night                | Angie                   |                                               |
| 2006 | Paris, je t'aime                               | Ana                     | (Segmento: "Loin du 16e")                     |
| 2006 | Fast Food Nation                               | Sylvia                  |                                               |
| 2006 | The Hottest State                              | Sarah                   |                                               |
| 2007 | Heart of the Earth                             | Blanca Bosco            |                                               |
| 2007 | Love in the Time of Cholera                    | Hildebranda Sanchez     |                                               |
| 2008 | Che Part One: The Argentine                    | Aleida March de Guevara |                                               |
| 2008 | Che Part Two: Guerrilla                        | Aleida March de Guevara |                                               |
| 2010 | La Siguiente Estación                          | Eva                     | Cortometraje, productora ejecutiva            |
| 2010 | The Twilight Saga: Eclipse                     | Maria                   |                                               |
| 2012 | For Greater Glory: The True Story of Cristiada | Adriana                 |                                               |
| 2013 | Magic Magic                                    | Barbara                 |                                               |
| 2013 | Roa                                            | María de Roa            |                                               |
| 2013 | A Stranger in Paradise                         | Jules                   |                                               |
| 2013 | Medeas                                         | Christina               |                                               |
| 2014 | At the Devil's Door                            | Leigh                   |                                               |
| 2014 | Swelter                                        | Carmen                  |                                               |
| 2014 | A Most Violent Year                            | Luisa                   |                                               |
| 2016 | Custody                                        | Sarah                   |                                               |
| 2016 | Incarnate                                      | Camilla Márquez         |                                               |
| 2017 | The Mystery of Casa Matusita                   | Lucy                    |                                               |
| 2023 | Silent Night                                   | Saya                    |                                               |
| 2025 | Ballerina                                      | Lena Macarro            |                                               |

| Año       | Título           | Papel             | Notas             |
| --------- | ---------------- | ----------------- | ----------------- |
| 2013      | The Bridge       | Alma Ruiz         | 9 episodios       |
| 2014      | Red Band Society | Eva Palacios      | 3 episodios       |
| 2015      | East Los High    | Madre de Eddie    | 4 episodios       |
| 2015      | Falling Skies    | Isabella          | 6 episodios       |
| 2015-2019 | The Affair       | Luisa             | 28 episodios      |
| 2016      | American Gothic  | Christina Morales | Papel recurrente  |
| 2019      | Surveillance     | Natalie Reyes     | Protagonista      |
| 2019      | Room 104         | Maria             | Episodio: "Rogue" |
| 2022      | From             | Tabitha Matthews  | Protagonista      |

## Premios y nominaciones
Premios Óscar
| Año  | Categoría    | Película                    | Resultado |
| ---- | ------------ | --------------------------- | --------- |
| 2005 | Mejor actriz | María, llena eres de gracia | Nominada  |

Premios del Sindicato de Actores
| Año  | Categoría    | Película                    | Resultado |
| ---- | ------------ | --------------------------- | --------- |
| 2004 | Mejor actriz | María, llena eres de gracia | Nominada  |

Independent Spirit Awards
| Año  | Categoría    | Película                    | Resultado |
| ---- | ------------ | --------------------------- | --------- |
| 2004 | Mejor actriz | María, llena eres de gracia | Ganadora  |

Festival Internacional de Cine de Berlín
| Año  | Categoría    | Película                    | Resultado |
| ---- | ------------ | --------------------------- | --------- |
| 2004 | Mejor actriz | María, llena eres de gracia | Ganadora  |

### Otros premios
- Breakthrough Award en los Gotham Awards (por María, llena eres de gracia, 2004)
- OFCS Award en los Online Film Critics Society Awards (Mejor actriz promesa por María, llena eres de gracia, 2005)
- Premio Nueva Generación en Los Ángeles Film Critics Association Awards (por María, llena eres de gracia, 2004)
- Chicago Film Critics Association Awards (por María, llena eres de gracia, 2004)
- Golden Space Needle Award en el Seattle International Film Festival (Mejor actriz por María, llena eres de gracia, 2004)